# Mariensäule (Seckau)

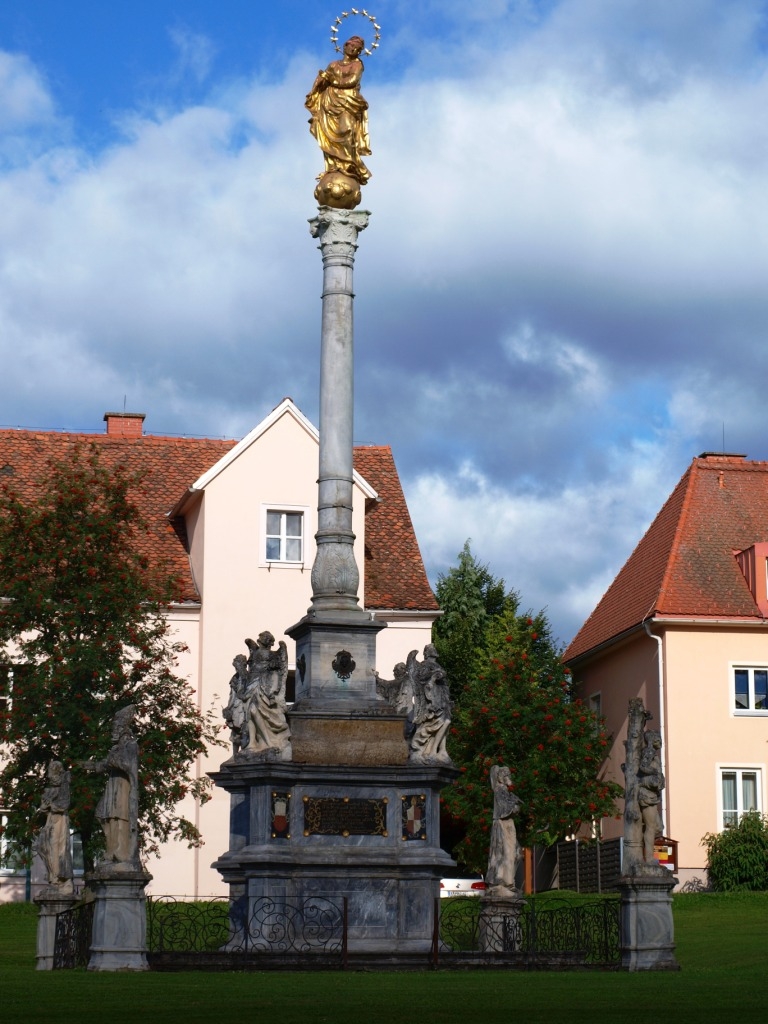
Mariensäule (2011)

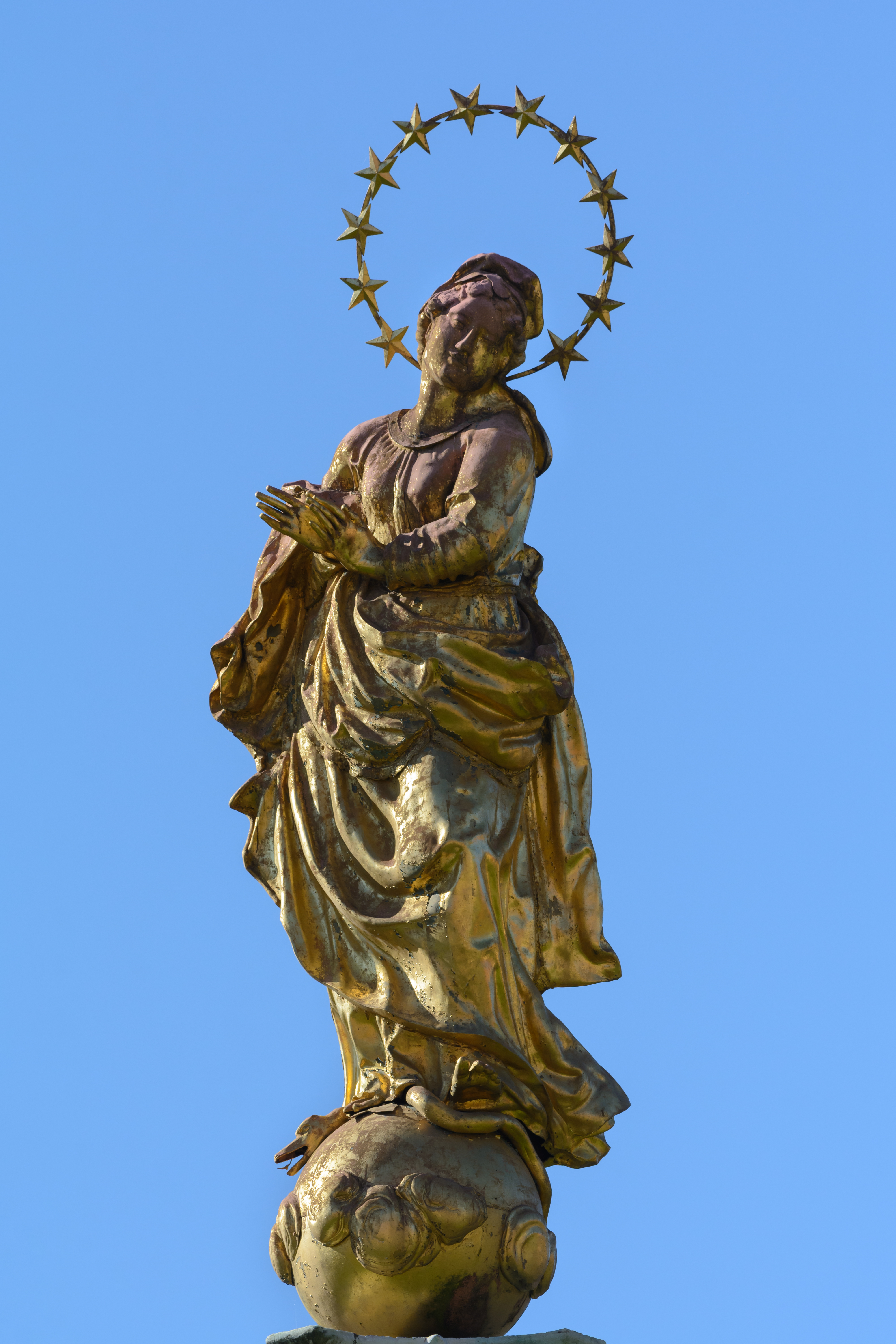
Immaculata (2015)

Die Mariensäule steht am Zellenplatz vor der Westfront der Abtei Seckau in der Gemeinde Seckau im Bezirk Murtal in der Steiermark. Die Mariensäule steht unter Denkmalschutz (Listeneintrag).

## Geschichte
Die Seckauer Mariensäule wurde von 1715 bis 1722 unter Dompropst Paul Franz Poiz vom Judenburger Baumeister Lorenz Faydler und dem Bildhauer Christoph Schwöger (auch Christoph Schweiger) errichtet. Für die Herstellung der Marienstatue wählte der Propst zunächst den Augsburger Goldschmied Johann Lukas Sigl. Nachdem dieser wegen „Unehrlichkeit“ entbunden war, vollendete der Goldschmied Johann Georg Herkommer (1685–1754) das Kunstwerk. Anlass für die Aufstellung der Mariensäule war die Rettung von Stift und dem Ort Seckau vor der 1713 im Umkreis von Knittelfeld grassierenden Pest. Die Statue gelangte am 6. Mai 1722 nach Seckau und wurde am 15. Juni 1722 in Anwesenheit des Goldschmieds Herkommer feierlich aufgestellt.

## Beschreibung
Die Mariensäule besteht aus einer hohen Steinsäule, die von einer Figur der Maria Immaculata gekrönt und von vier Heiligenfiguren auf Postamenten umringt ist: dem Ordensvater Augustinus von Hippo, Antonius von Padua, Franz Xaver und dem Pestheiligen Sebastian. Die Säule stammt aus dem Bruch von St. Lambrechter in der Obersteiermark, die Heiligenfiguren vermutlich von Christoph Schwöger.
Die mit einem Chronogramm versehene Inschrift lautet:
eXCeLso bonorVM

LargItorI De DIVAE

MatrI absqVe neVo

ConCeptae sanctor VM

eXoran Do patroCInIo

op Vs HVC aeDIfICatVM pro eXeMpto De

ContagIone seCo Vlo

In gratItVDInIs saCrIfICIVM eX CorDe DeDICaVIt

Paulus Franciscus Praepositus

Cum Communitate Secoviensi